# 艾莉·塞克巴赫
艾莉·塞克巴赫（英語：Elie Seckbach），是一位以色列出生的美國體育記者和YouTuber，他創辦了自己的YouTube頻道，該頻道名為ESNEWS。他的視頻主要以拳擊為中心，他致力於為觀眾呈現拳擊賽事的最新消息和深入報導。ESNEWS頻道已經累計觀看次數超過10億次。

## 早年生活和職業生涯
他擁有加州州立大學洛杉磯分校廣播、電視和電影專業的學士學位。在他的職業生涯中，他曾在洛杉磯地區的多家新聞台工作，包括NBC、CBS和FOX，還有洛杉磯每日新聞。塞克巴赫曾報導過NBA，並且他的採訪被用作小韋恩的歌曲「KOBE BRYANT」中的樣本。他的作品贏得了艾美獎金邁克獎和美聯社馬克吐溫獎。自2008年起，塞克巴赫開始為AOL Sports報導。他以對科比·布萊恩特的採訪聞名，超越其他任何記者。
塞克巴赫以其獨特的報導風格聞名，他的攝像機總是尋找幽默或下流評論的元素。他專注於拳擊報導的原因可以追溯到他在2008年對曼尼·帕奎奧的採訪。那次採訪在YouTube上迅速傳播，觀看次數超過300,000次 。作為回應，他創建了專注於拳擊和體育界的YouTube頻道ESNEWS。
塞克巴赫還曾在Ring Magazine、The LA Times和Spectrum Sports上發表專題報導。他曾被WBA和ATG Radio授予年度記者獎。

## 外部連結
- 官方網站 （页面存档备份，存于）
- 艾莉·塞克巴赫在互联网电影资料库（IMDb）上的資料（英文）